# Mala Kopašnica
Mala Kopašnica je naselje u gradu Leskovcu, Jablanički upravni okrug, Srbija. Prema popisu iz 2022. godine u Maloj Kopašnici je živio 201 stanovnik.